# Griechisches Blaukissen
Das Griechische Blaukissen (Aubrieta deltoidea) ist eine Pflanzenart aus der Gattung Blaukissen (Aubrieta) in der Familie der Kreuzblütengewächse. 

## Merkmale
Das Griechische Blaukissen ist eine ausdauernde Polsterpflanze, die Wuchshöhen von 5 bis 20 Zentimeter erreicht. Die Pflanze ist lockerrasig und erscheint aufgrund der sternförmig verzweigten Trichome grau. Die Fruchtgriffel sind deutlich abgesetzt. Die Krone ist blau, violett, rosa, rot oder weiß.
Blütezeit ist von April bis Juni.
Die Chromosomenzahl beträgt 2n = 16.

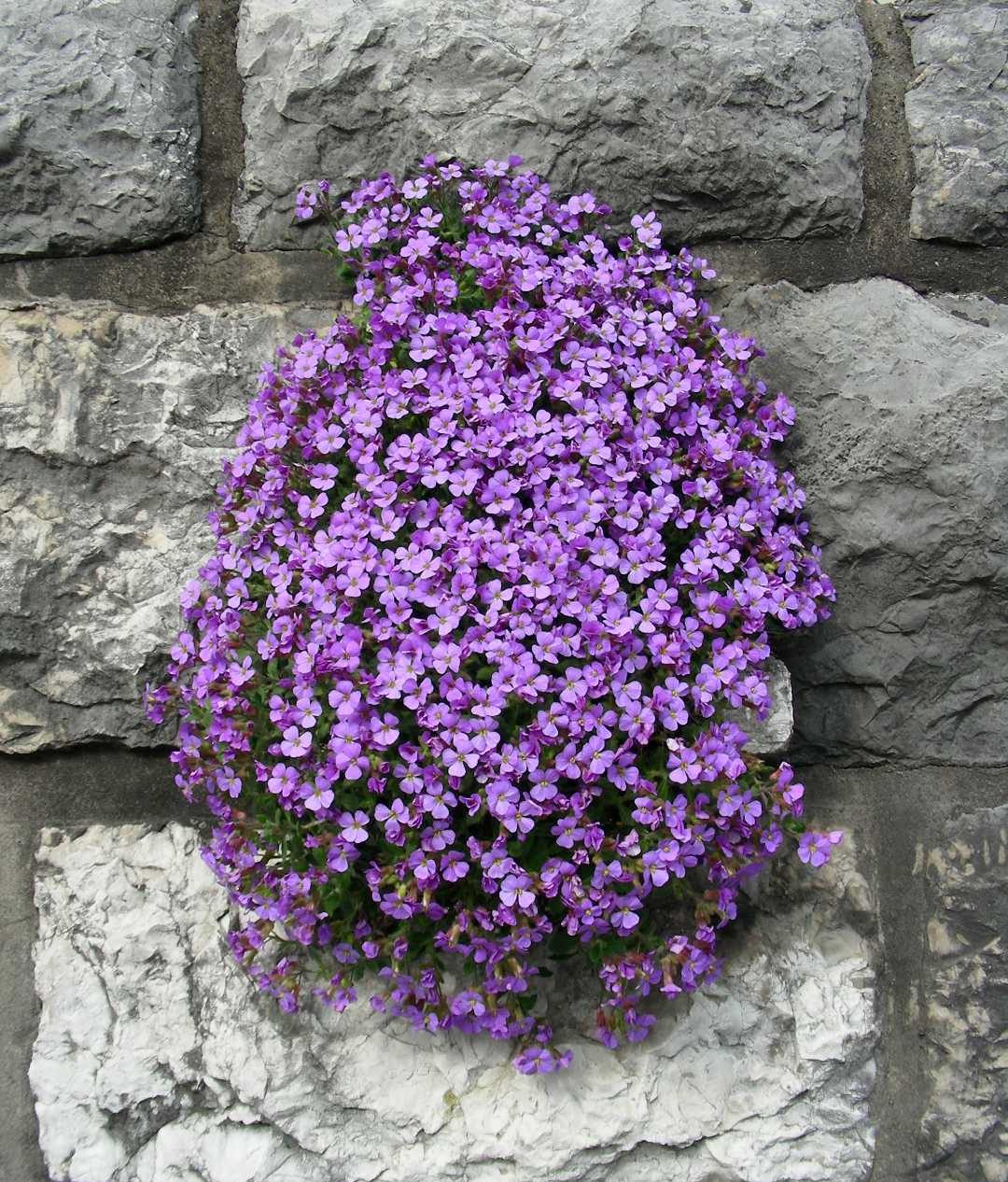
Griechisches Blaukissen (Aubrieta deltoidea)

## Vorkommen
Das Griechische Blaukissen kommt in Sizilien, auf dem Süd-Balkan, in der Ägäis und in der West-Türkei in montanen Felsfluren vor.

## Nutzung
Das Griechische Blaukissen wird verbreitet als Zierpflanze in Steingärten und an Trockenmauern genutzt, außerdem als Bodendecker und als Bienenfutterpflanze. Es ist seit Ende des 18. Jahrhunderts in Kultur. Durch Einkreuzung anderer Arten sind zahlreiche Sorten entstanden, mit großen, zum Teil auch gefüllten Blüten und auch gelblichem oder weißlichem Blütenrand.